# 橋目町 (岡崎市)
橋目町（はしめちょう）は、愛知県岡崎市の町名。丁番を持たない単独町名であり、49の小字が設置されている。

## 地理
岡崎市北西部に位置し、東は森越町・舳越町、西は小針町・安城市橋目町、北は北野町、北西は豊田市福受町に接する。町内に49の小字がある。

### 字一覧
出典 : 
| - 阿知賀（あちか） - 請地（うけじ） - 牛転（うしころび） - 馬之助（うまのすけ） - 恵香（えっこう） - 大向（おおむけ） - 奥新切（おくしんきり） - 御小屋（おこや） - 御小屋西（おこやにし） - 御茶屋（おちゃや） - 御茶屋場（おちゃやば） - 勘介屋敷（かんすけやしき） - 勘介山（かんすけやま） - 北新切（きたしんきり） - 北山（きたやま） - 北山野河原（きたやまのかわはら） - 久々見（くぐみ） - 御領田（ごりょうでん） - 下水通（しもみずどおり） - 上保（じょうほ） - 城畑（しろばた） - 新開（しんかい） - 神田（じんでん） - 新屋敷（しんやしき） - 背戸（せど） | - 大師（たいし） - 竹之内（たけのうち） - 茶ノ木原（ちゃのきはら） - 長田（ちょうた） - 辻田（つじた） - 戸井崎（どいざき） - 遠山（とおやま） - 中新切（なかしんきり） - 中水通（なかみずどおり） - 西遠山（にしとおやま） - 西水通（にしみずどおり） - 西家下（にしいえした） - 八丁堀（はっちょうぼり） - 東遠山（ひがしとおやま） - 東水通（ひがしみずどおり） - 毘沙門（びしゃもん） - 間見曽（まみそ） - 南新切（みなみしんきり） - 宮前（みやまえ） - 屋敷（やしき） - 家下（やした） - 柳ケ坪（やながつぼ） - 山野河原（やまのかわはら） - 割塚（わりづか） |

## 世帯数と人口
2019年（令和元年）5月1日現在の世帯数と人口は以下の通りである。
| 町丁   | 世帯数    | 人口    |
| ------ | --------- | ------- |
| 橋目町 | 2,171世帯 | 4,942人 |

### 人口の変遷
国勢調査による人口の推移
| 1995年（平成7年）  | 4,165人 | [ 10 ] |  |
| 2000年（平成12年） | 4,414人 | [ 11 ] |  |
| 2005年（平成17年） | 4,727人 | [ 12 ] |  |
| 2010年（平成22年） | 4,625人 | [ 13 ] |  |
| 2015年（平成27年） | 4,775人 | [ 14 ] |  |

## 小・中学校の学区
市立小・中学校に通う場合、学区は以下の通りとなる。また、公立高等学校に通う場合の学区は以下の通りとなる。
| 字・番地等 | 小学校               | 中学校               | 高等学校 |
| --- | -------------------- | -------------------- | -------- |
| 字阿知賀、字請地、字牛転 字大向、字勘介屋敷、字御領田 字神田、字大師、字竹之内 字茶ノ木原、字辻田、字東遠山 字西遠山、字毘沙門、字長田 字戸井崎、字遠山 字恵香10～30番地 字恵香34～37番地 | 岡崎市立矢作北小学校 | 岡崎市立矢作北中学校 | 三河学区 |
| 字馬之助、字恵香1～9番地 字奥新切、字御小屋、字御小屋西 字御茶屋、字御茶屋場、字勘介山 字北新切、字北山、字北山野河原 字久々見、字下水通、字城畑 字新開、字新屋敷、字上保 字背戸、字中新切、字中水通 字西水通、字西家下、字八丁堀 字東水通、字間見曽、字南新切 字宮前、字屋敷、字家下 字柳ケ坪、字山野河原、字割塚 | 岡崎市立北野小学校   | 岡崎市立矢作北中学校 | 三河学区 |

## 歴史
碧海郡橋目村および西野新郷を前身とする。

### 町名の由来
谷部（はせべ）郷が転訛したとも、谷部で初めて集落が成立したことから、「はじめ」が変化したとも言われている。

### 沿革
- 1878年（明治11年）12月28日 - 橋目村と西野新郷が合併し、橋目村となる[17]。
- 1889年（明治22年）10月1日 - 町村制施行に伴い、碧海郡長瀬村大字橋目となる[1][17]。
- 1906年（明治39年）5月1日 - 合併に伴い、矢作町大字橋目となる[1][2]。
- 1955年（昭和30年）4月1日 - 岡崎市へ編入し、同市橋目町となる[1][2]。
- 1960年（昭和35年）1月1日 - 一部（字新居林・北茶屋浦・郷前・茶臼・中茶臼・宮東）が安城市へ編入され、安城市橋目町となる[1][2]。
  - 安城市へ編入された区域は旧町域の西部にあたり、矢作町の岡崎市編入以前から安城市との結びつきが強かったとされる。

## 施設
- 三菱自動車工業岡崎製作所（北野町にまたがる）
- フタバ産業 本社
- マルヤス工業 岡崎工場
- 川本製作所 岡崎工場
- エターナルカモ
- 岡崎信用金庫 橋目支店
- スーパーやまのぶ 矢作店
- 岡崎市立矢作北小学校
- 岡崎北野郵便局
- 白山神社
- 御小屋西公園

## 交通
- 愛知県道26号岡崎環状線（長瀬南通り）
- 愛知県道56号名古屋岡崎線（平針街道）
- 愛知県道76号豊田安城線

## ギャラリー
- 川本製作所 岡崎工場
- スーパーやまのぶ矢作店
- 岡崎市立矢作北小学校
- 白山神社

## その他

### 日本郵便
- 集配担当する郵便局は以下の通りである[18]。

| 字         | 郵便番号 | 郵便局     |
| ---------- | -------- | ---------- |
| 字御小屋西 | 444-0909 | 岡崎郵便局 |
| その他     | 444-0908 | 岡崎郵便局 |